# Culicoides fordae
Culicoides fordae är en tvåvingeart som beskrevs av Wirth och Hubert 1989. Culicoides fordae ingår i släktet Culicoides och familjen svidknott. Inga underarter finns listade i Catalogue of Life.